# 가로수의 합창
"가로수의 합창"은 1968년 공개된 대한민국의 영화이다.

## 배역
- 신성일
- 윤정희
- 김지미
- 최남현
- 정민
- 이향
- 조항
- 한은진
- 김신재
- 전숙
- 성소민
- 임해림
- 김기범
- 최일
- 최창호
- 최삼
- 이해룡
- 임성포
- 석운아